# Lucile Gleason
Lucile Gleason, nata Lucile Webster (Pasadena, 6 febbraio 1888 – Brentwood, 18 maggio 1947), è stata un'attrice statunitense.

## Filmografia parziale
- The Shannons of Broadway, regia di Emmett J. Flynn (1929)
- Ragazze per la città (Girls About Town), regia di George Cukor (1931)
- I Like It That Way, regia di Harry Lachman (1934)
- Rhythm on the Range, regia di Norman Taurog (1936)
- Il fantino di Kent (The Ex-Mrs. Bradford), regia di Stephen Roberts (1936)
- Should Husbands Work?, regia di Gus Meins (1939)
- Earl of Puddlestone, regia di Gus Meins (1940)
- The Gay Falcon, regia di Irving Reis (1941)
- L'ora di New York (The Clock), regia di Vincente Minnelli (1945)
- Don't Fence Me In, regia di John English (1945)

## Vita privata
Dal 1905 alla morte, avvenuta nel 1947 all'età di 59 anni, è stata sposata con l'attore e regista James Gleason. Anche il loro figlio Russell Gleason è diventato un attore.